# Kijów (Otmuchów)
Kijów (deutsch Kaindorf) ist ein Dorf der Stadt- und Landgemeinde Otmuchów im Powiat Nyski in der Woiwodschaft Opole in Polen.

## Geographie

### Geographische Lage
Das Straßendorf Kijów liegt im Südwesten der historischen Region Oberschlesien. Der Ort liegt etwa 15 Kilometer südöstlich des Gemeindesitzes Otmuchów, etwa 15 Kilometer südwestlich der Kreisstadt Nysa und etwa 70 Kilometer südwestlich der Woiwodschaftshauptstadt Opole.
Kijów liegt in der Przedgórze Sudeckie (Sudetenvorgebirge) innerhalb der Przedgórze Paczkowskie (Patschkauer Vorgebirge). Westlich des Dorfes verläuft die Łuża, ein rechter Zufluss der Weidenauer Wasser (poln. Widna).

### Nachbarorte
Nachbarorte von Kijów sind im Norden Nadziejów  (Naasdorf), im Osten Biskupów (Bischofswalde), im Südosten Burgrabice (Borkendorf) sowie im Westen Jarnołtów (Dürr Arnsdorf).

## Geschichte

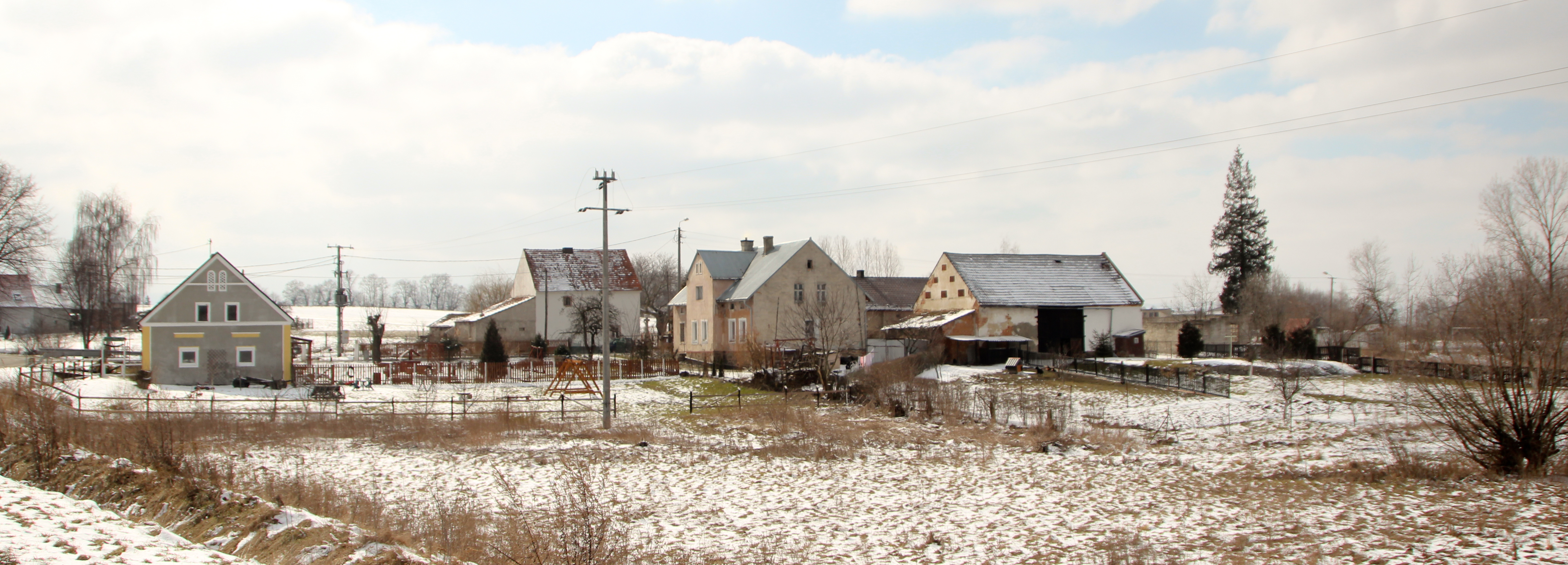
Dorfpartie

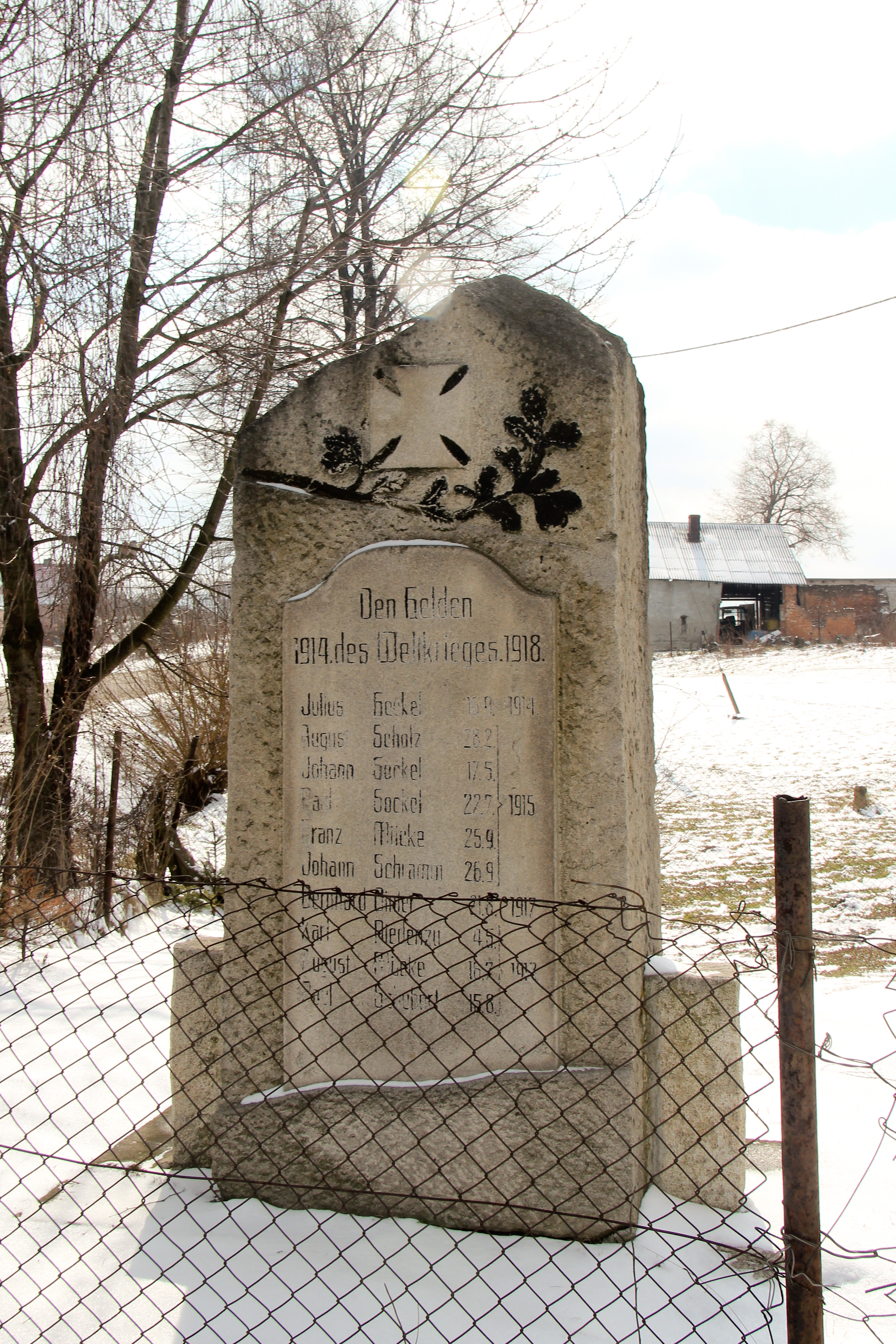
Gefallenendenkmal

In dem Werk Liber fundationis episcopatus Vratislaviensis aus den Jahren 1295–1305 wird der Ort erstmals als Kyow erwähnt. Für das Jahr 1358 ist die Ortsbezeichnung Kiendorf überliefert. 1372 wurde der Ort alsKyendorf erwähnt.
Nach dem Ersten Schlesischen Krieg 1742 fiel Kaindorf mit dem größten Teil Schlesiens an Preußen.
Nach der Neuorganisation der Provinz Schlesien gehörte die Landgemeinde Kaindorf ab 1816 zum Landkreis Neisse im Regierungsbezirk Oppeln. 1845 bestanden im Dorf eine Scholtisei, eine Kapelle, ein Steinbruch sowie 35 weitere Häuser. Im gleichen Jahr lebten in Kaindorf 245 Menschen, allesamt katholisch. 1855 lebten 230 Menschen in Kaindorf. 1865 bestanden im Ort 19 Gärtner- und zehn Häuslerstellen. Eingeschult waren die Bewohner nach Naasdorf. 1874 wurde der Amtsbezirk Köppering gegründet, welcher aus den Landgemeinden Kaindorf, Köppernig und Naasdorf und den Gutsbezirken Kaindorf und Naasdorf bestand. 1885 zählte Kaindorf 237 Einwohner.
1933 lebten in Kaindorf 215 sowie 1939 209 Menschen. Während des Zweiten Weltkriegs bestand in Kaindorf zeitweise ein Arbeitslager. Bis Kriegsende 1945 gehörte der Ort zum Landkreis Neisse.
Als Folge des Zweiten Weltkriegs fiel Kaindorf 1945 wie der größte Teil Schlesiens unter polnische Verwaltung. Nachfolgend wurde es in Kijów umbenannt und der Woiwodschaft Schlesien angeschlossen. Die deutsche Bevölkerung wurde weitgehend vertrieben. 1950 wurde es der Woiwodschaft Oppeln eingegliedert. 1999 kam der Ort zum wiedergegründeten Powiat Nyski. 2007 lebten 254 Menschen im Ort.

## Sehenswürdigkeiten
- Das Denkmal für die Gefallenen des Ersten Weltkriegs wurde 1924 aufgestellt. 1945 wurde das Denkmal vergraben. 1996 wurde das Denkmal wieder aufgestellt.[10]
- Nepomukstatue
- Steinernes Wegekreuz
- Hölzernes Wegekreuz